# 공부의신 (기업)
(주)공부의신은 교육 웹사이트 공신닷컴을 운영하는 대한민국의 기업이다.

## 사이트와 그 이름의 유래
설립자인 서울대학교 기계항공공학부 강성태가 고등학교 졸업생들이 수험생들에게 도움을 주고자 만든 사이트이다. 청소년 속어에 '공신'이란 단어가 '공부의 신'이란 의미로 존재하지만, 설립자 자신들의 의도한 '공신'이란 사이트 제목의 의미는 '공부를 신나게'의 줄임말이라고 한다. (사실 이들은, 공신이란 단어에 '공부의 신'이란 의미가 있는 것을, 사이트 설립 후 상당한 기간이 지나서야 알았다고 한다) 정식 명칭은 '공신'이지만 '공신'이란 단어가 동음이의어를 갖고 있음을 고려하여 '공신닷컴'이란 이름으로 불리기도 한다.
이 사이트 안에서 '공신'이란 말은 사이트의 이름을 일컫는 말임과 동시에 사이트의 운영위원 겸 상담위원으로 활동하는 사람들을 일컫는 말이기도 하다. 이 공신은 1년에 두 번, 사이트의 공지 게시판에서 공개 모집 후 선별하는 형태로 선발한다.
이 사이트의 운영자들은 사이트의 정체성을 '공신'에서 학생으로 내려오는 수직적 관계가 아닌, 학생들 서로간의 멘토링을 통한 상호 계발에 두고 있으며, 사이트의 회원들에게 '공신'들을 자기들과 같은 '학생'으로 받아들여 줄 것을 부탁하고 있다. '학생들 서로간의 멘토링'이란 기치는 "멘토공친구해요♥ 게시판" 을 별도로 운영하는 데서 드러나 있기도 하다.

## 컨텐츠 소개
- 공신들이 수험생에게 공부법이나 수험생의 마음가짐 등에 대한 칼럼을 연재하는 게시판이 마련되어 있다. 또, 공신 개인 전용의 상담 게시판도 마련되어 있다.
- 공신들이 직접 찍은 인터넷 강의를 들을 수 있는 곳이 존재한다. 사이트 안에서의 활동을 통해 쌓이는 '나눔지수'를 화폐처럼 이용하여 수강하는 방식이다. 보증금 제도도 존재한 적이 있는데, 강의를 듣고 싶은 공신의 계좌에 일정 액수의 돈을 '보증금'으로 입금하고, 해당 기간 내에 일정 이상의 수강률을 달성하면 그 돈을 환불받는 제도로 운영되었다. 2009년 3월 현재는 나눔지수를 기반으로 하되 일정 액수의 현금을 나눔지수로 환산할 수 있는 방식으로 운영하고 있다.
- 수험생들 서로가 서로의 공부 방법 등에 대해 조언할 수 있는 게시판도 마련되어 있다. 위에서 언급한 '나눔지수'라는 것은 주로 이런 활동을 통해 적립된다. 또 자신의 내신 성적 또는 모의고사 성적을 올릴 수 있는 게시판도 있는데, 이 곳은 오르비스 옵티무스에 비해서는 규정이 엄격하지 않은 편이다.
- "결의 다지기" 게시판이 별도로 운영된다.
- 회원들끼리 공부 친구(사이트 내부에선 줄여서 '공친'이라고 부른다)와 멘토를 맺을 수 있는 곳이 별도로 존재한다. 다른 곳과 마찬가지로 이 곳도 게시판의 형태로 운영되나, 2008년 11월엔 검색어를 입력하면 회원 정보를 조회하여 검색하는 형태로 운영된 적이 있다. 2008년 12월 30일 현재는 두 가지 방식을 모두 운영하고 있다.[5]

## 같이 보기
- 청소년들의 속어에서 '공신'은 '공부의 신'이란 의미로, 학업 성취도 또는 학업에 임하는 자세 등이 우수한 사람을 일컫는다.
- 원래 이 공신닷컴에서의 '공신'은 '공부의 신'이라는 뜻이 아닌 '공부를 신나게'의 약어이다.
- 공신의 설립자 중 한 명이자 공신의 최고 운영자인 강성태가 출연하여 공부의 자세와 마음가짐 등을 조언하는 TV 프로그램이 MBC에서 공부의 제왕이란 이름으로 방영된 적이 있다.
- 공신은 정보통신윤리위원회의 2008년 3분기 청소년 권장 사이트로 선정되었다.[6]

## 유사한 웹사이트
- 수능날만점시험지를휘날리자: 네이버 카페 형태의 사이트로, 약칭인 수만휘로 많이 불린다.
- 오르비스 옵티무스: 오르비 이외의 약칭은 공식적으로 인정하지 않고 있다.

이들 사이트는 주로 고등학생 위주의 컨텐츠를 제공하는 것에 비해, 공신닷컴은 공교육 과정을 이수하는 학생에 대해서라면 나이와 정도에 상관없이 자료를 제공하는 것도 특징이다.